# Mary T. Meagher
Mary Terstegge Meagher, coneguda com a Mary T. Meagher, (Louisville, Estats Units 1967) és una nedadora nord-americana, ja retirada, guanyadora de cinc medalles olímpiques i considerada una de les millors de la història en la modalitat de papallona.

## Biografia
Va néixer el 27 d'octubre de 1967 a la ciutat de Louisville, població situada a l'estat de Kentucky. Germana de la política Anne Northup, es casà amb el patinador de velocitat Mark Plant.

## Carrera esportiva
Especialista en la modalitat de papallona, sense oblidar però el crol, destacà en els Jocs Panamericans de 1979 realitzats a San Juan (Puerto Rico), on aconseguí guanyar la medalla d'or dels 200 metres papallona, establint un nou rècord del món amb un temps de 2:09.77 minuts, rebaixant així deu centèssimes el rècord de l'alemanya Andrea Pollack.
No pogué participar en els Jocs Olímpics d'estiu de 1980 realitzats a Moscou (Unió Soviètica) a conseqüència del boicot polític organitzat pel seu país. En els Jocs Olímpics d'Estiu de 1984 realitzats a Los Angeles (Estats Units), però, aconseguí guanyar la medalla d'or en les proves dels 100 metres papallona, 200 metres papallona i relleus 4x100 metres estils, establint un nou rècord olímpic en la prova dels 200 metres amb un temps de 2:06.90 minuts. En els Jocs Olímpics d'Estiu de 1988 celebrats a Seül (Corea del Sud) aconseguí guanyar la medalla de plata en els relleus 4x100 metres estils i la medalla de bronze en els 200 metres papallona, a més de finalitzar setena en els 100 metres papallona, aconseguint així un diploma olímpic.
Al llarg de la seva carrera aconseguí guanyar nou medalles en el Campionat del Món de natació, dues d'elles d'or; dues medalles d'or en els Jocs Panamericans; quatre medalles d'or en la Universíada i dues medalles d'or en el Campionat Pan Pacífic.
L'any 1985 fou nomenada "nedadora de l'any" per la revista Swimming World Magazine.